# Aleardo Aleardi

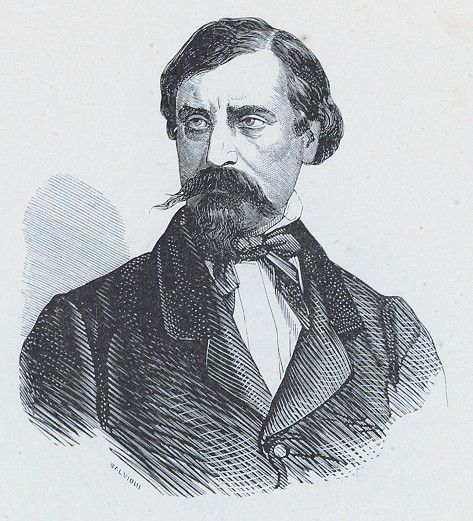
Aleardo Aleardi, 1861

Aleardo Aleardi, eigentlich Gaetano Maria Aleardi (* 14. November 1812 in Verona; † 17. Juli 1878 ebenda) war ein italienischer Dichter und Politiker des Risorgimento. Zusammen mit seinem Freund Giovanni Prati gilt er als wichtigster Repräsentant der italienischen Spätromantik. Seine Werke werden heute größtenteils als sentimentaler Kitsch abgelehnt.

## Leben
Aleardi stammte aus einer Aristokratenfamilie. Er verbrachte Kindheit und Jugend in seiner Geburtsstadt Verona und studierte dann an der Universität Padua Rechtswissenschaft, wo er Freundschaft mit Arnaldo Fusinato und Giovanni Prati schloss und erste lyrische Werke konzipierte. Nach seinem Abschluss kehrte er nach Verona zurück und wurde Privatgelehrter und freier Künstler. Seine ersten abgeschlossenen Werke Il matrimonio (1842) und Arnalda di Roca (1844) waren noch stark epigonal – sie ahmten im Wesentlichen die übermächtigen Granden der italienischen Romantik Alessandro Manzoni und Ugo Foscolo nach – und hatten kaum Erfolg.
Ein erster Wurf gelang Aleardi mit den 1846 veröffentlichten Lettere a Maria („Briefe an Maria“), zwei pathetisch-sentimentalen Briefen in Versi sciolti voll romantischer Sehnsucht und Gefühlseruptionen mit Anklängen an Alphonse de Lamartine, die eine platonische Liebe beschworen. Zur Veranschaulichung seines Stils seien hier die einleitenden Verse des ersten Briefes im Original und den beiden vorhandenen Übersetzungen, die den italienischen Endecasillabo mit Blankversen nachahmten, wiedergegeben:
| Italienisches Original (1847) | Übersetzung von Cajetan Cerri (1849) | Übersetzung von Heinrich Kitt (1872) |
| --- | --- | --- |
| Lettere a Maria O mia povera Amica, e tu nascevi Tra i felici del mondo! Or va’, ti fida Ne le impromesse d’una culla d’oro! O mia povera Amica, allor chi mai Detto l’avría, che dopo lunghe e acute Amarezze di giorni immeritati, Fiumi e dirupi valicando e valli, Qui voleresti a confidente nido Colomba malinconica? L’olivo Sia teco eternamente, o mia colomba. Chi l’avría detto mai, che l’uno all’altro Così incogniti pria, poi tanto cari, D’una robinia americana al piede, Stranieri all’ombra d’arbore straniero Qui ci uniremmo per versar del pianto? Le son fila d’Iddio. Ecco venimmo Simili a due romei, per sciorre il santo Voto d’insieme consolarci; e invero Qualche cosa di blando ebbe quell’ora Che lagrimai su la tua testa bionda! | Verklärte Liebe Auch du warst einst, o meine schöne Blume, Zum Glück geboren – oh geh’ hin und trau’ nur Dem Trugversprechen einer goldnen Wiege! Du armes, armes Kind! wer hätte damals Es wohl geahnt, dass du nach langer Reihe Von unverdienten bitt’ren Schmerzenstagen Still über Berge, Flüsse, Täler wandernd Zum fernen Land herüber fliegen würdest Ein traurig Täubchen – wer? O meine Taube, Des Friedens Ölzweig sei mit dir auf ewig! – Wer hätt’ es je gesagt, dass wir, einander Zuerst so unbekannt und dann so teuer, Einst hier am Fuße dieser Trauerweide Selbst fremd im Schatten eines fremden Baumes So ganz allein zusammen weinen würden? Des Himmels Fäden sind's. Zwei ernste Pilger Sind wir nun hergekommen fromm zu lösen Das heilige Gelübde, uns zu trösten; Und wirklich heilig war sie, jene Stunde, Da ich geweint auf deinen blonden Locken. | Briefe an Maria O arme Freundin mein, und wardst geboren Du doch im Schoß des Erdenglücks! Nun geh Und trau dem Wahrspruch einer gold’nen Wiege! O arme Freundin mein, wer hätte damals Die Tage dir, die langen unverdienten, Des herben Wehs verkündigt, wer gesagt Dass über Tale, Ström’ und Felsgeklüfte Wie eine Taube scheu und schwermutvoll Hieher zu trautem Nest du flögst? Der Ölzweig Sei mit dir immerdar, du meine Taube. Wer hätte je gesagt, dass, eins dem andern So unbekannt zuerst und dann so lieb, Wir hier am Fuß der stachligen Robinie, Wir Fremden unterm Schatten fremden Baums Uns fänden, zu ergießen uns in Tränen? Führungen Gottes sind es. Sieh, wir kamen Zwei Pilgern gleich, ein fromm Gelübde lösend Uns wechselseits zu trösten; und fürwahr Ein selig Etwas lag in jener Stunde, Da über deinem blonden Haupt ich weinte! |

Der Erfolg der Briefe ermöglichte es Aleardi, weitere Bekanntschaften zu knüpfen, so lernte er auch sein Idol Manzoni persönlich kennen. Zu dieser Zeit arbeitete er bereits an seinem Hauptwerk Il monte Circello.
Als 1848 allerorten Revolutionen ausbrachen und auch Aleardis Heimat erfassten, verfocht er mit glühendem Patriotismus die Risorgimento-Bewegung. Im Mai 1848 entsandte ihn die neu ausgerufene Repubblica di San Marco unter Daniele Manin zusammen mit Tommaso Gar nach Paris, wo sie Frankreich zur Unterstützung gewinnen sollten. Nach dem Scheitern des Ersten Italienischen Unabhängigkeitskriegs und dem Zusammenbruch des kurzlebigen venetischen Staates 1849 war der zurückgekehrte Aleardi bei den habsburgischen Behörden als politischer Aufrührer gebrandmarkt. 1852 wurde er kurzzeitig in der Festung von Mantua inhaftiert und schrieb nach seiner Freilassung zunächst kaum mehr.

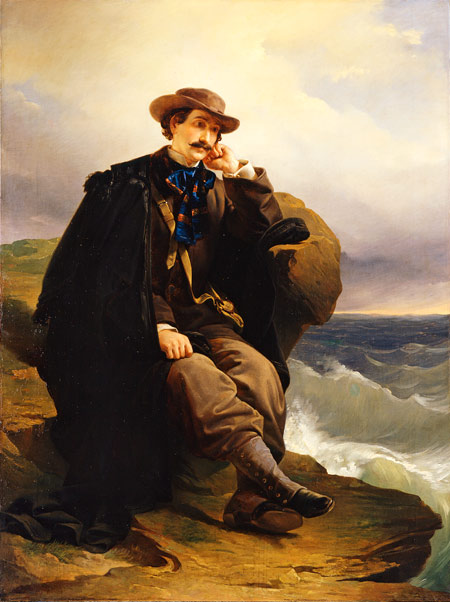
Domenico Induno: Porträt von Aleardo Aleardi, um 1850

1855 veröffentlichte er das aus Sorge vor weiteren Schikanen bewusst unpolitisch gehaltene Idyll Raffael und die Fornarina, danach folgten Die italienischen See- und Handelsstädte (1856) und Der Kommunismus und Fréderic Bastiat (1859). Die drei kürzeren Stücke Le tre fanciulle („Die drei Mädchen“), I tre fiumi („Die drei Flüsse“) und Triste dramma („Trauerspiel“) konnten noch nicht gedruckt werden und erschienen später in der Sammlung Canti patrii. Außerdem überarbeitete Aleardi den Monte Circello.
Im Juni 1859, im Zuge des Zweiten Italienischen Unabhängigkeitskriegs, verhafteten ihn die österreichischen Behörden erneut und steckten ihn in den Kerker der Festung Josefstadt in Böhmen. 1860 ließ man ihn frei und er wurde im April zum Abgeordneten des Königreichs Sardinien-Piemont berufen. Aleardi ließ sich in Brescia nieder und publizierte noch einige politische Gesänge: Sieben Soldaten (1861), Die Auferstehung Italiens (im Original: Canto politico, 1862) und Feuer auf dem Apennin (1864). 1864 ging er nach Florenz, wo er Ästhetik an der Accademia di Belle Arti lehrte und den Rest seines Lebens verbrachte. 1873 wurde er in den Senat des Königreichs Italien berufen. Seine Muse war längst verstummt, seine Dichtungen galten als veraltet. Er starb 1878 ohne Vorzeichen mit 65 Jahren in seiner Heimatstadt Verona.
Aleardi heiratete nie und hinterließ keine Nachkommen.

## Rezeption
Zur Zeit des Risorgimento, in den 1840er und 1850er Jahren, waren seine schwärmerischen Dichtungen auch über Italien hinaus äußerst populär, wurden im Zuge des Realismus aber zum Inbegriff einer überkommenen Oberflächlichkeit, die sich allein an der schönen Form berauschte, und werden auch heute mehrheitlich abgelehnt. Stellvertretend sei hier das Verdikt von Franca Janowski in der Italienischen Literaturgeschichte 2007 genannt, die über die italienische Literaturlandschaft um 1850 schreibt:

„Ein noch trüberes Bild bot die Lyrik. In diesem Genre schien das große Beispiel von Foscolo oder Leopardi vergessen. Mit ihren melodischen Versen, aber gestrigen Inhalten vermochten Giovanni Prati und Aleardo Aleardi wenig zu überzeugen. Ihre Dichtung wurde zum Sinnbild für ein ohnmächtiges Wiederaufleben der Spätromantik, das heftige Ablehnung hervorrief.“

Zur selben Epoche äußert sich Antonio Piromalli sarkastisch in seiner Geschichte der italienischen Literatur:

„Es ist die Geburtsstunde des Mythos der Poesie als vage Idealität, lokalisiert jedoch in einem von Klavierakkorden und Gemälden schmachtender und bezauberter Liebender wie mit Efeu umrankten Salon. Diese bürgerlich-spätromantische Poetik ist ein zentraler Aspekt einer in ihrer Sentimentalität trägen, matten und sich selbst adelnden Sitte, die ihren Höhepunkt in Aleardo Aleardi und Giovanni Prati findet, Unterhaltungsschriftstellern mit antibäuerlichen Idealen, in die Schönheit des Herzens vergafft und, vermöge ihrer Poetik, über das einfache Volk erhaben. Aleardi, der zahlreichen mystifizierenden Idealismen und mit seinen ausgezehrten Frauen, die den Namen Italien trugen, dem Hendiadyoin Vaterland – Liebe den Weg bereitete, vermochte selbst die von den Abruzzen in die Pontinischen Sümpfe herabsteigenden Schnitter affektiert zu schildern. Die Geschichte mit Aleardi, der unfähig war, die blumige Sprache zu verlassen und sich dem Konkreten zuzuwenden, war arabesk und ist romantisch überhöht.“

Nichtsdestotrotz ist die Übersetzungslage bei Aleardi ausgesprochen gut. In den Revolutionswirren der Jahre 1848/1849 übertrug Cajetan Cerri die Dichtung Briefe an Maria in deutsche Blankverse. Einerseits habe ihn der „Beifall, den sie besonders bei den Damen fand“ dazu bewogen, andererseits sei „der Stoff derselben von zu allgemeinem und von einer momentanen Stimmung der Zeit unabhängigem Interesse, als dass er nicht zu einem poetischen Ruhepunkte für schwergeprüfte Seelen [...] dienen könnte“. Das Gedicht trage zudem „den ächt italienischen Typus wie wenige in sich“.
Der Zürcher Heinrich Kitt, Pfarrer der evangelischen Gemeinde in Bergamo, veröffentlichte 1872 ein monumentales Übersetzungswerk in Versen, in dem alle wichtigen Dichtungen Aleardis vereint waren. Im Vorwort schilderte er, wie ergriffen er sogleich von Aleardis Poesie gewesen sei. Aleardi sei „ein Dichter von Gottes Gnaden, der hier Einlass sucht und Gehör unter dem deutschen Volke“.
Zur Zeit von Paul Heyse war Aleardi bereits von mehr historischem als eigentlich literarischem Interesse, weswegen er ihn aber dennoch in die Bände von Lyriker und Volksgesang mit Übersetzungen italienischer Autoren aufnahm. 1889 veröffentlichte er hier eine Nachdichtung von Triste dramma (als Ein Trauerspiel), 1905 von einem Auszug aus Il Monte Circello (Die Pontinischen Sümpfe).

## Gedenken

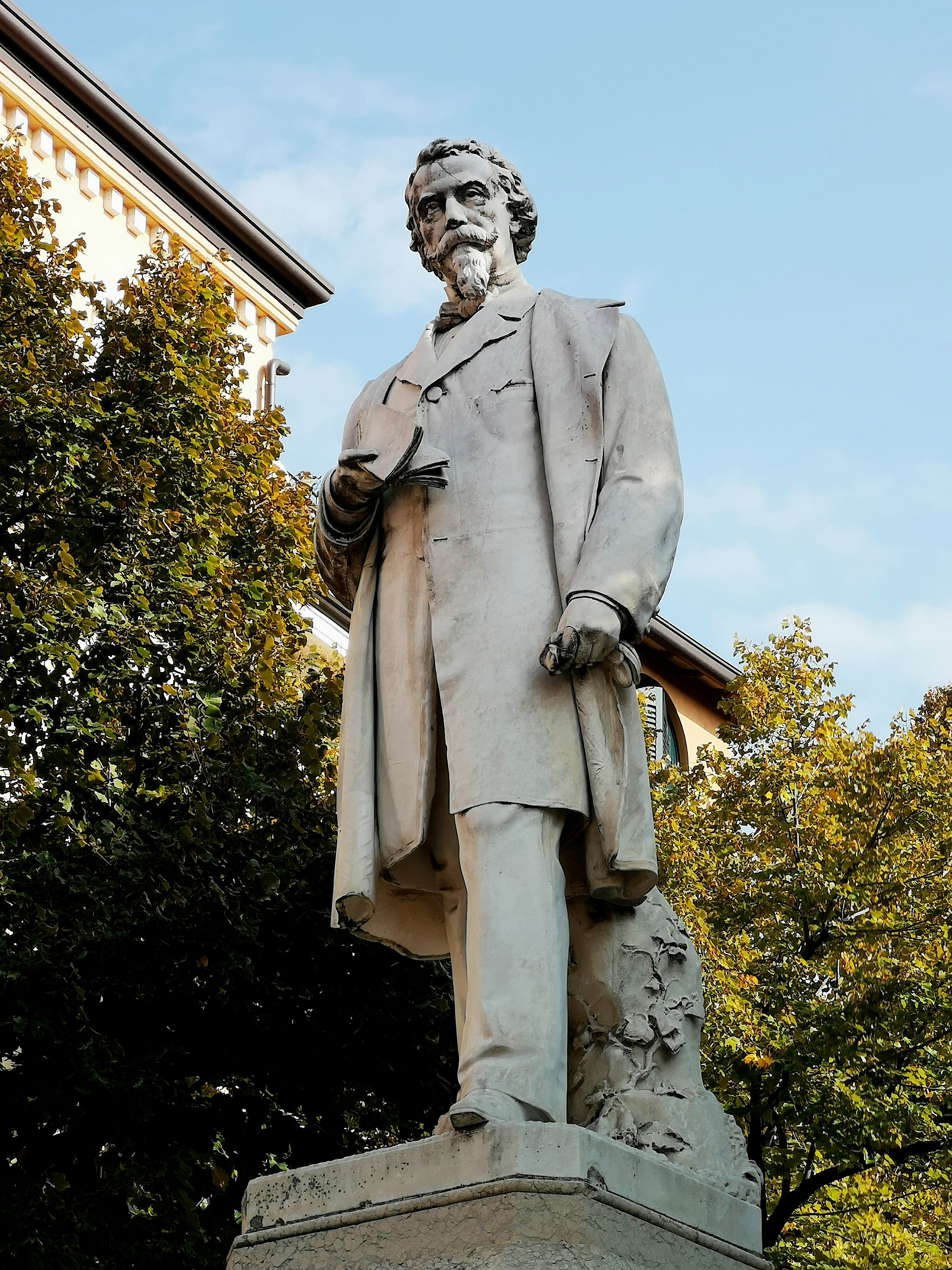
Aleardo Aleardi-Denkmal in Verona

Noch heute nennt man die Stadt Brescia Leonessa d’Italia („Italiens Löwin“), was auf Aleardis „vaterländischen Gesang“ Le tre fanciulle („Die drei Mädchen“, 1857) zurückgeht, wo es heißt: Leonessa d’Italia, / Brescia grande e infelice („Italiens Löwin, das große und unglückliche Brescia“). Popularisiert wurde der Ausdruck durch Giosuè Carducci, der ihn in seinem Gedicht Alla Vittoria (1877) zitierte.
Giovanni Daneo veröffentlichte 1871 die Terzine Ad Aleardo Aleardi und 1879 die 22-seitige Gedenkschrift Aleardo Aleardi.
In Aleardis Heimatstadt Verona ist die 94 Meter lange, 1879, ein Jahr nach seinem Tod, eingeweihte Etschbrücke Ponte Aleardi nach ihm benannt. Verona ehrte ihn außerdem 1883 mit der Errichtung eines Denkmals auf der Piazzetta Santi Apostoli. Die Statue stammt vom Veroneser Bildhauer Ugo Zannoni (1836–1919).
Unter anderem in Brescia, Modena, Monza, Gallarate, Varese, Reggio Emilia, Mailand, Venedig und Scandicci sind Straßen nach Aleardi benannt (Via Aleardo Aleardi).

## Werke

### Italienische Textausgaben
- Poesie complete. Soc. editrice, Lausanne 1863.
- Canti di Aleardo Aleardi. G. Barbera, Florenz 1864 (Google Books). (Die 8. Auflage erschien 1899.)
- Canti scelti di Aleardo Aleardi. Introduzione e note di Luigi Grilli. Turin 1918.
- Le più belle pagine di Aleardo Aleardi. Scelte da Giuseppe Citanna. Treves, Mailand 1932.
- Luigi Baldacci (Hrsg.): Poeti minori dell’Ottocento. Ricciardi, Neapel 1958, S. 499–578.
- Canti italiani e patrii ; Idillio ; Canti spirituali ; La campagna di Roma. A cura di Giovanni Battista Pighi. Verona 1975.

### Werke in deutscher Übersetzung
- An Hermine. Dichtung und Wahrheit aus den Papieren eines Träumers. Nach dem Italienischen frei bearbeitet und ergänzt von C[ajetan] Cerri. Carl Gerold, Wien 1849 (Google Books). (Übersetzung der Lettere a Maria)
- Aus den Dichtungen Aleardo Aleardi’s. Freie und treue Übertragungen von einem Gastfreund auf italischem Boden [i. e. Heinrich Kitt]. Schweighauser, Basel 1872 (Google Books).
  - Monte Circello = Il monte Circello (1845/1852)
  - Briefe an Maria = Lettere a Maria (1846)
  - Die italienischen See- und Handelsstädte = Le antiche città italiane marinare e commercianti (1856)
  - Raffael und die Fornarina = Raffaello e la Fornarina (1855)
  - Der Kommunismus und Friedrich Bastiat = Il comunismo e Federico Bastiat (1859)
  - Sieben Soldaten = I sette soldati (1861)
  - Die Auferstehung Italiens. Nachruf an eine verblichene Freundin = Canto politico (1862, Contessa Marianna Giusti gewidmet)
  - Auf den Tod von Donna Bianca Rebizzo = In morte di Donna Bianca Rebizzo (1863)
- Ein Trauerspiel [= Triste dramma]. In: Italienische Dichter seit der Mitte des 18ten Jahrhunderts, Band 4: Lyriker und Volksgesang. Deutsch von Paul Heyse. Wilhelm Hertz, Berlin 1889, S. 65–68 (Google Books).
- Die Pontinischen Sümpfe. (Aus der Dichtung Il Monte Circello.) In: Lyriker und Volksgesang. Neue Folge. Deutsch von Paul Heyse. Cotta, Stuttgart 1905, S. 16 f. (Google Books).